# Thörlingen
Thörlingen là một đô thị thuộc huyện Rhein-Hunsrück bang Rheinland-Pfalz, phía tây nước Đức. Đô thị Thörlingen có diện tích 2,24 km², dân số thời điểm ngày 31 tháng 12 năm 2006 là 145 người.